# Kim Joo-ryoung
Dans ce nom coréen, le nom de famille, Kim, précède le nom personnel Joo-ryoung.
Kim Joo-ryoung (hangeul : 김주령) est une actrice sud-coréenne, née le 10 septembre 1976, connue pour ses rôles dans des films et séries comme Squid Game, dans laquelle elle joue le rôle de Han Mi-nyeo, Texture of Skin, Sleepless Night ou SkyCastle.

## Biographie
Kim Joo-ryoung naît le 10 septembre 1976, en Corée du Sud. Elle fréquente l'Université Dongguk, où elle étudie le théâtre et le cinéma.

## Carrière
Kim Joo-ryoung débute en tant que mannequin et participe au concours de Miss Chunhyang, où elle se classe quatrième. En 2000, elle obtient son premier rôle, celui de Werther dans le film Plum Blossom, puis dans le film d'horreur Sorum.
En 2017, elle fait ses débuts à la télévision, en obtenant le rôle de Sook jeune, dans la série Andante.
À partir de octobre 2021 Dans la série Squid Games, diffusée sur la plateforme Netflix, elle joue le rôle de Han Mi-nyeo, une femme qui tente de survivre par tous les moyens nécessaires. Ce personnage occupe une place essentielle dans la série. Dans une interview, Kim Joo-ryoung compare Han Mi-nyeo à des montagnes russes et admet se sentir désolée pour son personnage, qui en dépit de ses apparences inconstantes et méchantes, est en réalité effrayée et isolée. À l'instar du reste de la distribution, Kim Joo Ryoung connaît une augmentation impressionnante du nombre d'abonnés sur sa page Instagram, au moment de la diffusion de la série Squid Game, passant de quatre-cents abonnés à deux millions, en quelques jours,.

## Vie privée
Kim Joo-ryoung est mariée à un professeur d'université et a un enfant,.

## Filmographie

### Longs métrages
- 2000 : Plum Blossom : Werther
- 2001 : Sorum : La mère de Yong Hyun
- 2003 : Memories of Murder : L'infirmière
- 2005 :You Are my Shunshine : La journaliste radio
- 2005 : Mr. Housewife : Kim, l'écrivaine
- 2006 : One Shining day
- 2006 : Four Horror Tales: Roommate : L'enseignante no 2
- 2006 : No Mercy for the Rude : La femme bossue
- 2007 : Paradise Murdered : La fantôme
- 2007 : Texture of Skin : Jae Hee
- 2008 : My Dear Enemy : La mère de So Yeon
- 2009 : Handphone : Eum Sung
- 2009 : I'm in Trouble : Soon Ae
- 2011 : Re-encounter : Hwa Young
- 2011 : Silenced : Yoon Ja-ae
- 2013 : Sleepless Night : Joo Hee
- 2017 : Bluebeard : Mi Sook
- 2017 : The Mayor : Porte-parole de la campagne de Byun Jong-goo
- 2018 : Land of Hapiness : Ji Soon
- 2018 : Feng Shui : La mère
- 2019 : Spring, Again : Kim, la journaliste
- 2019 : By Quantum Physics : A Nightlife Venture : l'investisseuse
- 2019 : The Snob : Kim Bo-ryeong
- 2020 : Collectors : L'agente immobilière
- 2021 : Recalled : La doctoresse
- 2021 : Taste of Horror : Rehabilitation
- 2023 : Unlocked (스마트폰을 떨어뜨렸을 뿐인데) de Kim Tae-joon : Eun-mi

### Séries télévisées
- 2017 : Andante : Sook jeune
- 2017 : Ms. Perfect
- 2017 : Criminal Minds
- 2018 : Ms. Hammurabi
- 2018 : Queen of Mystery 2 : La mère de Won-jae
- 2018 : Mr. Sushine : Sun Heon
- 2018 : The Ghost Detective : La mère de Gil Chae-won
- 2018 : Sky Castle : La sœur aînée de No Seung-hye
- 2019 : Babel : Kim Myung-shin
- 2019 : Welcome to Waikiki 2 : La mère de Kwon Se-young (épisode 9)
- 2019 : Voice : La professeure de Han Soo-yeon  (épisode 1-2)
- 2019 : Doctor John : Park Hyun-sook  (épisode 15-23)
- 2019 : Drama Stage : Woman with a Bleeding Ear : Im Sung-hee (épisode 15-23)
- 2020 : When My Love Blossom : Sung Hwa-jin
- 2020 : Kingmaker : The Change of Destiny : Joo Mo
- 2020 : Sabotage City : Go Seon-mi
- 2020 : The School Nurse Files : La doctoresse
- 2020 : SF8 : Joan's Galaxy : Kim Jung-won
- 2021 : Squid Game (오징어 게임) : Han Mi-nyeo, joueuse no 212 (8 épisodes)